# 045号線 (チェコ)
チェコ国鉄045号線、別名トルトノフ〜スヴォボダ・ナド・ウーポウ線（チェコ語: Železniční trať Trutnov – Svoboda nad Úpou）は、チェコ国鉄の鉄道路線である。
1871年、オーストリア北西部鉄道の路線として開業した。

## 運行形態

### 快速「スピェシニー(Sp)」
- チェルナー・ホラ号：　フラデツ - トルトノフ - スヴォボダ　【土曜・休日運行】　※チェコ鉄道による運行
一日2往復（夏季のみ3往復）の運行。トルトノフ以南は032号線に直通する。夏季に限り、スヴォボダ行1本が、ゼレナー・ロウカとムラデー・ブキを通過する。
2018年末に、土曜休日のみ通年、一日2往復で運行を開始した。当初は、うち1往復が「クルコノシェ」号を名乗っていた。2020年末に、愛称が「チェルナー・ホラ」に統一され、夏季のみ一日3往復となった。

### 普通
平日は1-2時間に1本、休日は2時間に1本の運行。　　※GW Train Regio社による運行

## 駅一覧
以下では、チェコ国鉄045号線の駅と営業キロ、停車列車、接続路線などを一覧表で示す。
- 種別
  - Sp：快速
  - Os：普通
- 停車駅
  - ■印：全列車停車
  - ●印：一部通過
  - ○印：一部停車
  - ｜印：全列車通過

| 路線名 | 駅名                               | 駅間営業キロ | 累計営業キロ | Sp | Os | 接続路線                                                             | 所在地                     | 所在地       |
| ------ | ---------------------------------- | ------------ | ------------ | -- | -- | -------------------------------------------------------------------- | -------------------------- | ------------ |
| 045    | トルトノフ本駅                     | -            | 0.0          | ■  | ■  | 032号線（プラハ方面）、040号線（パカ方面） 047号線（テプリツェ方面） | フラデツ・クラーロヴェー州 | トルトノフ郡 |
| 045    | トルトノフ・ゼレナー・ロウカ駅     | 2.7          | 2.7          | ■  | ■  |                                                                      | フラデツ・クラーロヴェー州 | トルトノフ郡 |
| 045    | トルトノフ・スタレー・ムニェスト駅 | 1.2          | 3.9          | ｜ | ■  |                                                                      | フラデツ・クラーロヴェー州 | トルトノフ郡 |
| 045    | カルナー・ヴォダ駅                 | 1.6          | 5.5          | ｜ | ■  |                                                                      | フラデツ・クラーロヴェー州 | トルトノフ郡 |
| 045    | ムラデー・ブキ駅                   | 2.1          | 7.6          | ■  | ■  |                                                                      | フラデツ・クラーロヴェー州 | トルトノフ郡 |
| 045    | スヴォボダ・ナド・ウポウ駅         | 2.4          | 10.0         | ■  | ■  |                                                                      | フラデツ・クラーロヴェー州 | トルトノフ郡 |